# Ekelands Variationsprinzip
Ekelands Variationsprinzip ist ein Theorem aus der Variationsrechnung, welches die Existenz eines fast optimalen Punktes für beschränkte, unterhalbstetige Funktionen auf vollständigen, metrischen Räumen garantiert.
Das Variationsprinzip wurde 1972 von dem französischen Mathematiker Ivar Ekeland bewiesen.

## Ekelands Variationsprinzip
Sei {\displaystyle (X,d)} ein vollständiger, metrischer Raum und {\displaystyle F:X\to \mathbb {R} \cup \{+\infty \}} eine unterhalbstetige Funktion, so dass
- {\displaystyle F} von unten beschränkt ist, d. h.

{\displaystyle \inf \limits _{x\in X}F(x)>-\infty },
wobei {\displaystyle \inf \limits _{x\in X}F(x)} nicht erreicht werden muss.
- {\displaystyle F\not \equiv +\infty }.

Für ein {\displaystyle \varepsilon >0} sei {\displaystyle u\in X} so, dass
{\displaystyle \inf \limits _{x\in X}F(x)\leq F(u)\leq \inf \limits _{x\in X}F(x)+\varepsilon }
gilt.
Dann existiert für jedes {\displaystyle \lambda >0} ein Punkt {\displaystyle v_{\lambda }\in X}, so dass
{\displaystyle F(v_{\lambda })\leq F(u);\qquad d(v_{\lambda },u)\leq \lambda ;\qquad F(v_{\lambda })-(\varepsilon /\lambda )d(w,v_{\lambda })<F(w),\;\forall w\neq v_{\lambda }.}

### Korollar
Daraus folgt, dass für alle {\displaystyle \varepsilon >0}, ein {\displaystyle v\in X} existiert, so dass
{\displaystyle F(v)\leq \inf \limits _{x\in X}F(x)+\varepsilon }
und
{\displaystyle F(v)-\varepsilon d(w,v)<F(w),\;\forall w\in X.}